# Гейст, Константин Романович
Константи́н Рома́нович Ге́йст (26 сентября 1906, Санкт-Петербург, Российская империя — 17 сентября 1991, Москва, СССР) — советский пианист, композитор, педагог. Пропагандист марийского музыкального искусства. Заслуженный деятель искусств Марийской АССР (1956).

## Биография
Родился 26 сентября 1906 года в Санкт-Петербурге в семье прибалтийского немца и русской.
В 1919 году вместе с семьёй переехал в п. Епифань Тульской губернии, затем  — в бывшее имени графов Бобринских. В 1922 году переехал в Пушкинский район Московской области (совхоз «Лесные поляны»).
В 1929 году окончил Московский государственный музыкальный техникум имени Н. А. Римского-Корсакова по классу фортепиано П. Н. Страхова и теории музыки В. Я. Шебалина. Учился 4,5 года на композиторском факультете Московской консерватории, но не закончил её. Его наставниками по композиции были выдающиеся музыканты Р. М. Глиэр, В. Я. Шебалин, а по теории музыки — И. В. Способин. Еще обучаясь в консерватории, работал пианистом-концертмейстером в Государственном объединении музыки, эстрады, цирка, преподавал на курсах общего музыкального образования и в детской музыкальной школе в Москве.
С весны 1934 по осень 1936 года по ложному обвинению отбывал наказание в Бутырской тюрьме.
По возвращении из мест лишения свободы ему запрещалось жить и работать в крупных городах СССР. В 1936 году по приглашению композитора Л. Н. Сахарова переехал в г. Йошкар-Олу Марийской АССР: в 1936—1938 годах — заведующий музыкальной частью, дирижёр Марийского театра драмы имени М. Шкетана, в 1937—1941 годах — пианист-концертмейстер и солист Радиокомитета МАССР, с 1938 года — преподаватель по классу фортепиано Йошкар-Олинского музыкального училища и детской музыкальной школы. В 1943—1945 годах — баянист-аккордеонист концертной фронтовой бригады Марийской филармонии под управлением П. С. Тойдемара.
В 1945 году вступил в Союз композиторов СССР.
С 1964 года работал преподавателем по классу фортепиано в музыкальном училище г. Читы и концертмейстером-пианистом Читинского радио и телевидения, с 1972 года — в Новосибирске, с 1978 года — в Москве. В столице продолжил сочинять музыку, играл на рояле, участвовал как пианист в концертах.  
В 1937 году женился, супруга — Вера Васильевна, 6 детей — Людвиг, Александр, Игорь, Эльвира, Ирина, Наталья. Дважды женат, вторая супруга  — А. П. Волховская (умерла в 1977 году). 
Скончался 17 сентября 1991 года в Москве.

## Музыкальная деятельность
С момента приезда в марийскую столицу стал изучать историю, язык и музыкальный фольклор народа мари. В годы работы в Маргостеатре для музыкальной комедии Сергея Николаева «Салика» переложил марийские напевы в совершенно новой форме для небольшого инструментального оркестра, также написал музыкальное сопровождение к пьесе Сергея Чавайна «Марийская рота». Активно принимал участие в музыкальном оформлении пьес русской и зарубежной классики: «Лес», «Доходное место» Александра Островского, «Двенадцатая ночь» Уильяма Шекспира, «Мещанин во дворянстве» Жана-Батиста Мольера и других.
Находясь на фронте, продолжал сочинять музыку. Им была написана музыка на слова поэта Мирона Чойна «Вараксим-влак» («Ласточки»), «Если я не вернусь», «Вучем таҥем» («Жду любимого»), А. Софронова «О шинели». Эти произведения исполняла Вера Смирнова, участница фронтовой концертной бригады.
В 1941 году он написал первую Марийскую рапсодию для фортепиано, 1944 году — «Элегия» для женского голоса с фортепиано на слова Николая Арбана. В 1947 году создал одночастную хоровую кантату на текст В. Чалая «Я полноправный избиратель» для женского хора и фортепиано. Впервые она была исполнена Республиканским хором Марийского радиовещания под управлением Н. Сидушкина. В 1951 году к 30-летию Марийской республики впервые прозвучала вторая кантата «Марий Эл» («Марийский край») на слова Г. Матюковского для двух солистов, хора и симфонического оркестра. Она была исполнена народной артисткой Марийской АССР В.Е. Смирновой и солистом марийского радио А. И. Шабдаровым в сопровождении хора и симфонического оркестра под руководством дирижёра Н. А. Сидушкина.
В музыкальных сочинениях Гейста преобладали разнообразные жанры в малых и крупных формах. Только для фортепиано им были написаны прелюдии, вариации, этюды, марши, вальсы, мазурки, детские пьесы, а в крупных формах — сонаты, сюиты, рапсодии и кантаты. В 1954 году для симфонического оркестра создал попурри на темы Н. М. Арбана «Марийская фантазия»; в 1956 году — марийская сюита «Летом» для флейты с фортепиано; в 1957 году — лирические пьесы для гобоя, вариации для флейты с фортепиано, две пьесы на марийские темы для кларнета с фортепиано; в 1960 году — для симфонического оркестра «Торжественный марш» на темы Н. М. Арбана; в 1962 году — фантазия для балалайки с фортепиано; в 1964 год — две пьесы и романс для валторны с фортепиано. В своём музыкальном творчестве также обращался к поэзии известных марийских поэтов С. Вишневского, Н. Казакова, М. Майна, А. Бика, И. Осмина, Г. Матюковского, создавая песни и романсы на их слова.
Внёс значительный вклад в пропаганду марийского музыкального искусства, публиковал на страницах республиканских газет «Марийская правда», «Марий коммуна» свои произведения, знакомил читателей с музыкальными жанрами, писал рецензии. В 1957 году Государственное музыкальное издательство выпустило издание «Музыкальная культура автономных республик РСФСР», в котором была представлена большая обзорная статья К. Р. Гейста «Музыкальная культура Марийской АССР». В 1956 году Московский музгиз выпустил сборник «Марийские народные песни и танцы» под авторством К. Гейста в обработке для голоса с фортепиано. 
Произведения Гейста неоднократно исполнялись на пленумах Союза композиторов Марийской АССР. В ноябре 1965 года проходил 25-й юбилейный пленум Союза композиторов Марийской республики, который был открыт большим концертом марийской музыки в зале Маргосфилармонии. В работе пленума приняли участие композитор, пианист, народный артист СССР Д. Д. Шостакович, заслуженный деятель искусств Марийской АССР А. Я. Эшпай, композиторы Татарии и Чувашии.
Во время работы в Чите создаёт цикл романсов и песен на стихи забайкальских поэтов, наиболее популярные из них: «Песня о пограничниках» (слова В. Никонова), «Ожидание» (слова Г. Ф. Ламбрианова) и др. Автор «Фантазии на бурятские темы для фортепиано с оркестром» и инструментально-вокально-хореографической сюиты «В прекрасной моей Агинской степи», в которых использовал бурятские народные темы, сохранив их красоту и национальную самобытность.
Всего им написано свыше 200 произведений для симфонического оркестра; камерно-инструментальные сочинения для фортепиано, флейты, домры, балалайки; романсы, кантаты, хоры. Более 50 из них опубликованы в московских издательствах «Советский композитор» и «Музыка», в том числе около 30 инструментальных произведений на тему марийского фольклора. 
Известен как педагог-пианист, концертмейстер высокого класса, автор методики ускоренного обучения игре на фортепиано.
Среди его учеников — композиторы А. Луппов, О. Ярускина, музыковед Р. Артищева, дирижёр Г. Таныгин и другие.
В 1981 году в Йошкар-Оле в музыкальном училище имени И. С. Палантая состоялся его творческий вечер, где прозвучал Второй фортепианный концерт композитора, пронизанный марийским фольклором. Его исполнили пианистка Г. А. Зверева (преподаватель училища) и симфонический оркестр музыкального училища под руководством дирижёра Г. Ф. Таныгина. В 1982 году написал духовой марш «Сеҥымаш корно» («Дорогой побед») к 400-летию Йошкар-Олы. В 1988 году создал ещё одно произведение — «Привет Йошкар-Оле», которое посвятил 100-летию со дня рождения основоположника марийской литературы С. Г. Чавайна.
В 1983 году в Москве вышли его «Пьесы для детей и юношества», в которые были включены 15 пьес для фортепиано. 
Значимым событием последних лет жизни композитора был авторский вечер, проходивший в Москве в связи с 80-летием композитора. Юбилейный концерт состоялся 24 марта 1987 года в Малом зале Всесоюзного Дома композиторов. В исполнении автора, а также К. И. Ивановой (сопрано), В. В. Шапкина (флейта) и В. А. Московского (фортепиано) звучала вокальная, фортепианная и флейтовая музыка композитора. Сам автор сыграл 4 прелюдии, недавно написанные «Сказки» для фортепиано, песни и романсы на стихи марийских и русских поэтов.
В 1956 году ему присвоено звание «Заслуженный деятель искусств Марийской АССР». Награждён медалями и Почётной грамотой Президиума Верховного Совета Марийской АССР.  

## Признание
- Заслуженный деятель искусств Марийской АССР (1956)[1] — за заслуги в развитии марийской музыкальной культуры[2]
- Медаль «За доблестный труд в Великой Отечественной войне 1941—1945 гг.» (1946)[2]
- Юбилейная медаль «За доблестный труд. В ознаменование 100-летия со дня рождения Владимира Ильича Ленина» (1970)[2]
- Почётная грамота Президиума Верховного Совета Марийской АССР (1944)[1] — за выдающиеся заслуги в обслуживании фронта[2]

## Память
- Фотодокументальные материалы из личного архива композитора К. Р. Гейста ныне хранятся в Национальном музее Республике Марий Эл имени Т. Евсеева, Музее истории музыкального училища имени И. С. Палантая и Государственном архиве Республики Марий Эл[2][8].